# Maggie Osborne
Pour les articles homonymes, voir Osborne.
Maggie Osborne, née le 10 juin 1941 à Los Angeles, est une romancière américaine, spécialisée dans les romances historiques. Ancienne présidente de l'association Romance Writers of America, elle a publié une cinquantaine de romances sous son nom et sous le nom de plume Margaret St George.

## Biographie
Fille de William Edward et Lucille Prather, Margaret Ellen Osborne naît le 10 juin 1941 à Los Angeles (Californie). Sous le nom de Maggie Osborne, elle écrit des romances historiques qui se déroulent dans l'Ouest américain au XIXème siècle. Selon Kristin Ramsdell, Maggie Osborne est la reine incontestée de ce sous-genre. Ses romances sont à la fois « poignantes et humoristiques. Remplies de personnages convaincants, les intrigues reposent souvent sur un problème sérieux. »,.

## Œuvre

### Sous le nom de Maggie Osborne
- (en) Alexa, 1980Inédit à ce jour en France.
- (en) Salem's daughter, 1981Inédit à ce jour en France.
- (en) Portrait in passion, 1981Inédit à ce jour en France.
- (en) Yankee princess, 1982Inédit à ce jour en France.
- (en) Rage to love, 1983Inédit à ce jour en France.
- Vole mon cœur vole, Harlequin, coll. « Duo coup de foudre » ((en) Flight of fancy, 1984)
- (en) Chase the heart, 1987Inédit à ce jour en France.
- (en) Lady reluctant, 1990Inédit à ce jour en France.
- (en) Emerald rain, 1991Inédit à ce jour en France.
- Une épouse de trop, J'ai lu, coll. « Aventures et Passions », 2008 ((en) The wives of Bowie Stone, 1994)
- Chasseuse de primes, J'ai lu, coll. « Aventures et Passions », 1996 ((en) The seduction of Samantha Kincade, 1995)
- Aventurières de l'amour, J'ai lu, coll. « Aventures et Passions », 1997 ((en) Brides of prairie gold, 1996)
- Le serment de Jenny Jones, J'ai lu, coll. « Aventures et Passions », 2003 ((en) The promise of Jenny Jones, 1996)
- Mises au défi, J'ai lu, coll. « Aventures et Passions », 1999 ((en) The best man, 1998)
- Libérée sous caution, J'ai lu, coll. « Aventures et Passions », 2000 ((en) A stranger's wife, 1999)
- Chercheuse d'or, J'ai lu, coll. « Aventures et Passions », 2001 ((en) Silver lining, 2000)
- Les trois rebelles, J'ai lu, coll. « Aventures et Passions », 2001 ((en) I do, I do, I do, 2000)
- La mariée de Willow Creek, J'ai lu, coll. « Aventures et Passions », 2003 ((en) The bride of Willow Creek, 2001)
- (en) Prairie moon, 2002Inédit à ce jour en France.
- (en) Shotgun wedding, 2003Inédit à ce jour en France.
- Les trois rebelles, J'ai lu, coll. « Aventures et Passions », 2001 ((en) I do, I do, I do, 2000)
- La vengeance de Fox, J'ai lu, coll. « Aventures et Passions », 2006 ((en) Foxfire bride, 2004)

### Sous le pseudonyme de Margaret St George
- Réveillon surprise, Harlequin, coll. « Azur » ((en) Happy new year, darling)
- Hiver magique, Harlequin, coll. « Liberty » ((en) Winter magic, 1986)
- Un crime presque parfait, Harlequin, coll. « Intrigue », 2005 ((en) Murder by the book, 1992)
- Le troisième vœu, Harlequin, coll. « Sixième sens », 1996 ((en) A wish... and a kiss, 1993)
- Un royaume en héritage, Harlequin, coll. « Rouge passion » ((en) The accidental princess, 1994)
- Peur sur les ondes, Harlequin, coll. « Sixième sens », 1998 ((en) Love bites, 1995)
- L'ange rebelle, Harlequin, coll. « Sixième sens », 1997 ((en) The renegade, 1995)
- Le passager du temps, Harlequin, coll. « Sixième sens », 1997 ((en) The pirate and his lady, 1992)
- Scandale à Monaco, Harlequin, coll. « Amours d'aujourd'hui », 2001 ((en) To love a thief, 1996)
- Un secret scandaleux, Harlequin, coll. « Amours d'aujourd'hui », 2001 ((en) Family secrets, 1996)

## Récompenses
- 1992-1993 : Career Achievement Award Winner du magazine Romantic Times, dans la catégorie « Romantic fantasy »
- 1996 : Career Achievement Award Winner du magazine Romantic Times, dans la catégorie  « romances sérielles innovantes »
- 1998 : Career Achievement Award Winner du magazine Romantic Times, dans la catégorie « romances sérielles »
- 2003 : Career Achievement Award Winner du magazine Romantic Times, dans la catégorie « romances historiques »
- 1998 : RITA award de la meilleure romance historique pour Le serment de Jenny Jones